# Romema Arena
El Romema Arena (en hebreo: היכל הספורט העירוני רוממה‎) es una arena multipropósito localizado en Haifa, Israel.
El principal objetivo es albergar eventos deportivos, comerciales, culturales y de entretenimiento. El estadio fue inaugurado en 1976, con el fin de servir a los dos principales equipos de baloncesto de la ciudad, Maccabi Haifa y Hapoel Haifa, pero también se lo utiliza para otras actividades deportivas como el voleibol, balonmano, gimnasia y fútbol sala, entre otros.
Junto con las competiciones deportivas, se celebran anualmente gran cantidad eventos culturales y recreativos como el gran Festigal, la Semana del Libro Hebreo, espectáculos de ballet y conciertos.
El estadio es propiedad de la Municipalidad de Haifa, y gestionado por Athos Ltd. - una compañía también de propiedad exclusiva del municipio, que también gestiona el Estadio Kiryat Eliezer.
- Datos: Q2900856
- Multimedia: Romema Arena / Q2900856